# MotoE
MotoE és una classe -o categoria- dins les curses de motociclisme de velocitat reservada a les motocicletes elèctriques. Llançada per la FIM el 2019 com a classe de suport del mundial de MotoGP amb el nom de Copa del Món de MotoE (MotoE World Cup), des del 2023 té rang de campionat del món i es disputa sota el nom de Campionat del Món de MotoE (oficialment, en anglès, FIM Enel MotoE World Championship). El campionat, organitzat per la FIM amb el suport d'Enel, consta de curses de 35 km (aproximadament, 8 voltes) que se celebren en alguns dels circuits europeus que formen part del mundial de velocitat durant el cap de setmana del corresponent Gran Premi.

## Especificacions tècniques
El campionat havia fet servir des del seu començament la motocicleta Energica Ego Corsa, fabricada per Energica Motor Company, però va canviar a Ducati a partir de 2023.
- Motor: AC síncron refrigerat per oli amb magnetos permanents
- Potència contínua màxima: 120 kW (160 hp/cv)
- Acceleració: 0-100 km/h en tres segons
- Velocitat màxima: 270 km/h
- Parell motor: 200 N·m (147,5 lb·ft) a 5.000 rpm
- Estructura: Bastidor d'enreixat tubular d'acer
- Pes: 258-280 kg
- Basculant: Alumini fos
- Frens: Brembo: discs d'acer de 330 mm, pinces monobloc de quatre pistons niquelats, pastilles Z04 i cilindre mestre Brembo
- Rodes: Llandes d'alumini forjat de 7 radis Marchesini
- Accelerador: Ride-by-wire
- Bateria: Ions de liti d'alta tensió
- Recàrrega: 0-85% en uns 20 minuts, mitjançant la tecnologia de càrrega ràpida DC integrada desenvolupada per CCS Combo

## Llista de campions
A 21 de novembre de 2024
| Any  | Edició | Esdeveniments | Esdeveniments | Campió             | Campió                   |
| Any  | Edició | Rondes        | Curses        | Pilot              | Equip                    |
| ---- | ------ | ------------- | ------------- | ------------------ | ------------------------ |
| 2019 | I      | 4             | 6             | Matteo Ferrari     | No atorgat               |
| 2020 | II     | 5             | 7             | Jordi Torres       | No atorgat               |
| 2021 | III    | 6             | 7             | Jordi Torres       | No atorgat               |
| 2022 | IV     | 6             | 12            | Dominique Aegerter | No atorgat               |
|      |        |               |               |                    |                          |
| 2023 | I      | 8             | 16            | Mattia Casadei     | HP Pons Los40            |
| 2024 | II     | 8             | 16            | Héctor Garzó       | Dynavolt Intact GP MotoE |

1. ↑  Primera edició com a Campionat del Món (MotoE World Championship)